# Got the Magic
Got the Magic è il secondo cd prodotto dalla Celtic Harp Orchestra, pubblicato da Ethnoworld nel 2003.

## Tracce
1. An Analarc'h
2. Morrison Jig
3. With this Love
4. Brian Boru's March
5. Suil a Ruin
6. The Shrine
7. Children of Llyr
8. Miss Mc Dermot
9. Me, You & Bathroom
10. Mon
11. Let It Wait
12. Morrison Jig(alt. take)
13. She Once Smiled

## Musicisti
Fabius Constable : Direttore, Arpa
Donatella Bortone: Soprano
Sabrina Noseda: Arpa

Chiara Vincenzi: Arpa

Pauline Fazzioli: Arpa

Ludwig Constable: Arpa

Antonella d'Apote : Arpa

Rossana Monico: Arpa

Maria Assunta Romeo: Arpa

Patrizia Borromeo: Arpa

Adriano Sangineto: Arpa

Caterina Sangineto: Arpa

Alaits Andonegi: Arpa

Azzurra Giudici: Arpa

Elena Sambin: Arpa

Gabriella Villa: Arpa

Antonio Callea: Arpa, Flauto

Nicolò Righi: Arpa

Maria Fraschini: Arpa

Marzia Leccese: Arpa

Francesco Accardo: Arpa

Laura Scarpelli: Arpa

Elisa Nicotra: Arpa

Matteo Barni: Arpa

Daniela Calò: Arpa

Myriam Peverelli: Arpa

Sarah Barni: Arpa

Mirella Giuliani: Arpa

Daniela Mancini: Arpa

Donatella Ingesti: Arpa

Laura Mainardi: Arpa

Elisa Esposto: Arpa

Giancarlo Rabericati: Arpa

Ilenia Vietri: Arpa

Elvezia Degli Esposti: Arpa
Massimo Cerra: Oboe
Daniele Bicego: Uillean Pipes
Maurizio Berti: Percussioni

Valerio Meletti: Percussioni
Marco Carenzio: Chitarra